# Стриптиз-клуб (фильм)
«Стриптиз-клуб» (англ. The Players Club) — американский комедийный драматический фильм 1998 года. Фильм стал режиссёрским дебютом рэп-музыканта Айс Кьюба. Айс Кьюб также сам написал сценарий к фильму и занимался его продюсированием, а также сыграл одну из второстепенных ролей.

## Сюжет
Молодая девушка Диана Армстронг уходит из дома после конфликта с отцом. Она устраивается на работу в обувной магазин. Однажды там она встречает двух танцовщиц, которые советуют ей зарабатывать на своей красоте, танцуя в стрип-клубе. Диана приходит в клуб «Игрок», которым руководит Доллар Билл. Он же даёт ей сценическое имя Даймонд (бриллиант). Танцуя стриптиз, она зарабатывает достаточное количество денег, чтобы оплачивать учёбу в колледже, в котором она учится на журналиста.
После четырёх лет двойной жизни (днём — колледж, ночью — стриптиз-клуб), незадолго до выпускного, к Диане приезжает двоюродная сестра Эбони из Таллахасси. Она также загорается желанием танцевать в клубе. Там Эбони быстро выходит из-под контроля, начинает много пить. Хуже всего, что она пытается зарабатывать на стороне, посещая сомнительные частные вечеринки. Диана всячески пытается уберечь сестру от плохих компаний. Она боится, что её могут склонить к занятию проституцией. Их отношения окончательно портятся, когда Эбони спит с парнем Дианы. Через некоторое время Эбони жестоко избивают на одной из частных вечеринок и там же насилуют. В это время местный гангстер по имени Сент-Луис сжигает стриптиз-клуб «Игрок», поскольку Доллар Билл не отдаёт ему свои долги.

## В ролях
- Лизарэй Маккой-Мисик — Диана «Даймонд» Армстронг
- Берни Мак — Доллар Билл
- Моника Кэлхун — Эбони
- Джейми Фокс — Блу
- Джон Эймос — офицер Фримен
- Кристэл Уилсон — Ронни
- Аделе Гивенс — Трикс
- Энтони Джонсон — Лил Мэн
- Айс Кьюб — Реджи
- Алекс Томас — Клайд
- Том Листер-младший — вышибала в клубе
- Ларри Маккой — Сент-Луис
- Чарли Мерфи — Бруклин
- Терренс Ховард — Кей Си
- Фэйзон Лав — офицер Питерс
- Сэмюэл Монро-младший — Малыш
- Лютер Кэмпбелл — Люк
- Майкл Кларк Дункан — телохранитель Люка
- Монте Расселл — Лэнс

## Саундтрек
Альбом The Players Club: Music From and Inspired by the Motion Picture был выпущен 17 марта 1998 года на A&M Records. На альбоме представлены композиции в стилях хип-хоп и R&B. Саундтрек имел успех, попал на 10 строчку в чарте Billboard 200 и на 2 в чарте Top R&B/Hip-Hop Albums. Был сертифицирован платиновым. На сайте AllMusic у него 4 звезды из 5.

### Список композиций
1. Ice Cube — «We Be Clubbin'»
2. Ice Cube featuring DMX — «We Be Clubbin' (Clark World Remix)»
3. Ice Cube featuring Mr. Short Khop — «Who Are You Lovin'»
4. Changing Faces — «Same Tempo»
5. Kurupt — «Under Pressure»
6. Master P featuring Ice Cube — «You Know I’m A Ho»
7. Pressha — «Splackavellie»
8. Scarface — «You Delinquent»
9. Jay-Z — «From Marcy to Hollywood»
10. Brownstone — «Don’t Play Me Wrong»
11. Mia X — «Shake Whatcha Mama Gave Ya (But Make Sho Your Niggas Pay Ya)»
12. Public Announcement — «What A Woman Feels»
13. Rufus Blaq — «Don’t Worry (My Shorty)»
14. Ice Cube — «My Loved One»
15. Mr. Dalvin featuring Johnny Gill and Mack 10 — «Get Mine»
16. Emmage featuring Mr. Short Khop and Lil' Mo — «Dreamin'»

## Рецензии
Роджер Эберт назвал фильм чёрной версией фильма «Шоугёлз». При этом в целом Эберту фильм понравился, он поставил ему 3 балла из 4. В The New York Times отметили, что фильм снят по формулам блэксплотейшн фильмов 70-х. По мнению San Francisco Chronicle, хотя Айс Кьюб якобы осуждает в фильме подобный образ жизни, но фильм снят таким образом, что кажется, что он наоборот прославляет его.
Фильм собрал около $5 млн в первые выходные и около $25 млн за всё время проката. Глава отдела дистрибуции компании New Line Cinema Эл Шапиро отметил, что успех фильма непосредственно связан с популярностью самого Айс Кьюба.